# Hartland (Maine)
Hartland ist eine Town im Somerset County des Bundesstaates Maine in den Vereinigten Staaten. Im Jahr 2020 lebten dort 1705 Einwohner in 1077 Haushalten auf einer Fläche von 111,24 km².

## Geographie
Nach dem United States Census Bureau hat Hartland eine Gesamtfläche von 111,24 km², von der 96,09 km² Land sind und 15,15 km² aus Gewässern bestehen.

### Geographische Lage
Hartland liegt im Südosten des Somerset Countys. Im Norden grenzt der See The Narrows an das Gebiet. Es gibt weitere kleinere Seen auf dem Gebiet der Town. Die Oberfläche ist leicht hügelig, der 251 m hohe Goodwin Hill ist die höchste Erhebung.

### Nachbargemeinden
Alle Entfernungen sind als Luftlinien zwischen den offiziellen Koordinaten der Orte aus der Volkszählung 2010 angegeben.
- Norden: Harmony, 11,0 km
- Nordosten: St. Albans, 11,8 km
- Osten: Palmyra, 12,7 km
- Südosten: Pittsfield, 14,0 km
- Süden: Canaan, 11,1 km
- Westen: Cornville, 12,2 km
- Nordwesten: Athens, 14,9 km

### Stadtgliederung
In Hartland gibt es mehrere Siedlungsgebiete: Corson Corner, Fullers Corner, Hartland, Manson Corner, Thompson Corner und West Hartland.

### Klima
Die mittlere Durchschnittstemperatur in Hartland liegt zwischen −11,1 °C (12 °F) im Januar und 20,0 °C (68 °F) im Juli. Damit ist der Ort gegenüber dem langjährigen Mittel der USA um etwa 9 Grad kühler. Die Schneefälle zwischen Oktober und Mai liegen mit bis zu zweieinhalb Metern mehr als doppelt so hoch wie die mittlere Schneehöhe in den USA; die tägliche Sonnenscheindauer liegt am unteren Rand des Wertespektrums der USA.

## Geschichte
Nach der Vermessung des Gebietes wurde es als Township No. 3, First Range North of Plymouth Claim, East of Kennebec River (T3 R1 NPC EKR) bezeichnet und zunächst Warrenstown nach Dr. John Warren aus Boston, dem ersten privaten Landbesitzer des Gebietes, genannt. Die Ansiedlung wurde 1811 als Plantation und am 17. Februar 1820 als Town unter dem heutigen Namen organisiert.
Land wurde an Athens und St. Albans im Jahr 1821 abgegeben und im Jahr 1846 wurde Land von St. Albans hinzugenommen. An Canaan wurde Land im Jahr 1849 und an Pittsfield im Jahr 1852 abgegeben.

### Einwohnerentwicklung
| Volkszählungsergebnisse – Town of Hartland, Maine | Volkszählungsergebnisse – Town of Hartland, Maine | Volkszählungsergebnisse – Town of Hartland, Maine | Volkszählungsergebnisse – Town of Hartland, Maine | Volkszählungsergebnisse – Town of Hartland, Maine | Volkszählungsergebnisse – Town of Hartland, Maine | Volkszählungsergebnisse – Town of Hartland, Maine | Volkszählungsergebnisse – Town of Hartland, Maine | Volkszählungsergebnisse – Town of Hartland, Maine | Volkszählungsergebnisse – Town of Hartland, Maine | Volkszählungsergebnisse – Town of Hartland, Maine |
| Jahr                                              | 1800                                              | 1810                                              | 1820                                              | 1830                                              | 1840                                              | 1850                                              | 1860                                              | 1870                                              | 1880                                              | 1890                                              |
| ------------------------------------------------- | ------------------------------------------------- | ------------------------------------------------- | ------------------------------------------------- | ------------------------------------------------- | ------------------------------------------------- | ------------------------------------------------- | ------------------------------------------------- | ------------------------------------------------- | ------------------------------------------------- | ------------------------------------------------- |
| Einwohner                                         |                                                   |                                                   | 411                                               | 718                                               | 1028                                              | 960                                               | 1050                                              | 1120                                              | 1047                                              | 974                                               |
| Jahr                                              | 1900                                              | 1910                                              | 1920                                              | 1930                                              | 1940                                              | 1950                                              | 1960                                              | 1970                                              | 1980                                              | 1990                                              |
| Einwohner                                         | 1115                                              | 1176                                              | 1140                                              | 1155                                              | 1240                                              | 1310                                              | 1447                                              | 1414                                              | 1669                                              | 1806                                              |
| Jahr                                              | 2000                                              | 2010                                              | 2020                                              | 2030                                              | 2040                                              | 2050                                              | 2060                                              | 2070                                              | 2080                                              | 2090                                              |
| Einwohner                                         | 1816                                              | 1782                                              | 1705                                              |                                                   |                                                   |                                                   |                                                   |                                                   |                                                   |                                                   |

## Wirtschaft und Infrastruktur

### Verkehr
Im Village Hartland kreuzen sich die Maine State Route 151 und die Maine State Route 23.

### Öffentliche Einrichtungen
Es gibt eine medizinische Einrichtung in Hartland. Weitere befinden sich in St. Albans, Dexter und Pittsfield.
In Hartland befindet sich die Hartland Public Library in der Mill Street. Bereits seit 1903 gibt es eine Bücherei in Hartland. Zunächst wurden die Bücher in der Town Hall von Hartland gesammelt. Von 1935 bis 1990 befand sich die Bücherei in der Commercial Street. Seit 1991 befindet sie sich in ihren heutigen Räumen in der Mill Street.

### Bildung
Hartland gehört mit Corinna, Dixmont, Etna, Newport, Palmyra, Plymouth und St. Albans zur Regional School Unit 19.
Im Schulbezirk werden folgende Schulen angeboten:
- Corinna Elementary School in Corinna, mit Schulklassen von Pre-Kindergarten bis zum 4. Schuljahr
- Etna-Dixmont School in Etna, mit Schulklassen von Pre-Kindergarten bis zum 8. Schuljahr
- Newport/Plymouth Elementary School in Newport, mit Schulklassen  von Pre-Kindergarten bis zum 6. Schuljahr
- St. Albans Consolidated in St. Albans, mit Schulklassen  von Pre-Kindergarten bis zum 5. Schuljahr
- Somerset Valley Middle School in Hartland, mit Schulklassen vom 5. bis zum 8. Schuljahr
- Sebasticook Middle School in Newport, mit Schulklassen vom 5. bis zum 8. Schuljahr
- Nokomis Regional High in Newport, mit Schulklassen vom 9. bis zum 12. Schuljahr